# Lijst van gemeentelijke monumenten in Druten
De gemeente Druten heeft 111 gemeentelijke monumenten. Hieronder een overzicht. 

## Afferden
De plaats Afferden kent 27 gemeentelijke monumenten:
| Object                                                            | Bouwjaar             | Architect  | Locatie               | Coördinaten                   | Nr.          | Afbeelding                                                        |
| ----------------------------------------------------------------- | -------------------- | ---------- | --------------------- | ----------------------------- | ------------ | ----------------------------------------------------------------- |
| Hallehuisboerderij                                                |                      |            | Distelbergsestraat 8  | 51° 52' 47" NB, 5° 37' 17" OL | 0225/Aff.001 | Hallehuisboerderij                                                |
| T- boerderij                                                      |                      |            | Hoogstraat 1          | 51° 52' 45" NB, 5° 37' 48" OL | 0225/Aff.004 | T- boerderij                                                      |
| Herenhuis (v.m. woning schoolhoofd)                               |                      |            | Hoogstraat 2          | 51° 52' 45" NB, 5° 37' 48" OL | 0225/Aff.005 | Herenhuis (v.m. woning schoolhoofd)                               |
| Eenvoudig woonhuis met schuur                                     |                      |            | Kerkweg 26            | 51° 52' 44" NB, 5° 37' 52" OL | 0225/Aff.006 | Eenvoudig woonhuis met schuur                                     |
| Hallehuisboerderij                                                | 1773                 |            | Kerkweg 77            | 51° 52' 45" NB, 5° 37' 50" OL | 0225/Aff.007 | Meer afbeeldingen                                                 |
| Aan de dijk gelegen hallehuisboerderij                            |                      |            | Klapstraat 15         | 51° 53' 10" NB, 5° 37' 49" OL | 0225/Aff.008 | Aan de dijk gelegen hallehuisboerderij                            |
| T- boerderij                                                      |                      |            | Koningstraat 1        | 51° 52' 56" NB, 5° 38' 43" OL | 0225/Aff.009 | T- boerderij                                                      |
| T- boerderij, karakteristieke detaillering                        |                      |            | Koningstraat 12       | 51° 52' 53" NB, 5° 38' 38" OL | 0225/Aff.011 | T- boerderij, karakteristieke detaillering                        |
| T- boerderij en 2 Hallehuisschuren                                |                      |            | Koningstraat 14       | 51° 52' 51" NB, 5° 38' 29" OL | 0225/Aff.012 | Meer afbeeldingen                                                 |
| Krukhuis, bakhuis en een schuur                                   |                      |            | Koningstraat 15       | 51° 52' 51" NB, 5° 38' 27" OL | 0225/Aff.013 | Meer afbeeldingen                                                 |
| Hallehuisboerderij                                                |                      |            | Koningstraat 43       | 51° 52' 53" NB, 5° 38' 13" OL | 0225/Aff.014 | Meer afbeeldingen                                                 |
| Sint-Victor en Gezellenkerk                                       | 1890–1               | Carl Weber | Koningstraat 45       | 51° 52' 55" NB, 5° 38' 10" OL | 0225/WN012   | Meer afbeeldingen                                                 |
| Hallehuisboerderij                                                |                      |            | Koningstraat 53       | 51° 52' 54" NB, 5° 38' 1" OL  | 0225/Aff.015 | Meer afbeeldingen                                                 |
| Krukhuis                                                          | 1751                 |            | Koningstraat 6-8      | 51° 52' 55" NB, 5° 38' 43" OL | 0225/Aff.010 | Krukhuis                                                          |
| Hallehuisboerderij Vijf Akkers                                    |                      |            | Molendam 18           | 51° 53' 3" NB, 5° 38' 25" OL  | 0225/Aff.016 | Hallehuisboerderij Vijf Akkers                                    |
| Hallehuisboerderij met schuur, tabaksboerderij                    |                      |            | Molendam 20           | 51° 53' 4" NB, 5° 38' 25" OL  | 0225/Aff.017 | Hallehuisboerderij met schuur, tabaksboerderij                    |
| Hallehuisboerderij, zeldzame overkraging                          |                      |            | Molendam 22           | 51° 53' 10" NB, 5° 38' 31" OL | 0225/Aff.018 | Meer afbeeldingen                                                 |
| R.K. begraafplaats, Diverse grafmonumenten rondom de "Oude Toren" |                      |            | Op 't Hoog, Kerkweg   | 51° 52' 45" NB, 5° 37' 49" OL | 0225/WN017   | R.K. begraafplaats, Diverse grafmonumenten rondom de "Oude Toren" |
| Landarbeiderswoning                                               | 1900 (?)             |            | Oude Weisestraat 13   | 51° 52' 44" NB, 5° 37' 32" OL | 0225/Aff.020 | Landarbeiderswoning                                               |
| Krukhuis, op een pleistocene opduiking                            |                      |            | Oude Weisestraat 8    | 51° 52' 47" NB, 5° 37' 35" OL | 0225/Aff.019 | Krukhuis, op een pleistocene opduiking                            |
| Hallehuisboerderij,                                               | bouwsporen 17de eeuw |            | Pas 6                 | 51° 52' 60" NB, 5° 38' 6" OL  | 0225/Aff.021 | Hallehuisboerderij,                                               |
| Royale Hallehuisboerderij                                         |                      |            | Schoolstraat 12       | 51° 52' 34" NB, 5° 37' 49" OL | 0225/Aff.022 | Royale Hallehuisboerderij                                         |
| Hallehuisboerderij "de Engelhof"                                  |                      |            | Van Heemstraweg 30-32 | 51° 52' 56" NB, 5° 39' 5" OL  | 0225/Aff.002 | Hallehuisboerderij "de Engelhof"                                  |
| Hallehuisboerderij                                                |                      |            | Van Heemstraweg 42    | 51° 53' 6" NB, 5° 37' 41" OL  | 0225/Aff.003 | Hallehuisboerderij                                                |
| Tweebeukige hallehuisschuur                                       |                      |            | Waalbandijk 80        | 51° 53' 9" NB, 5° 38' 10" OL  | 0225/Aff.023 | Tweebeukige hallehuisschuur                                       |
| Wit gesausde hallehuisboerderij                                   |                      |            | Waalbandijk 82        | 51° 53' 9" NB, 5° 38' 5" OL   | 0225/Aff.024 | Wit gesausde hallehuisboerderij                                   |
| Hallehuisboerderij met schuur                                     |                      |            | Waalbandijk 90        | 51° 53' 9" NB, 5° 37' 56" OL  | 0225/Aff.025 | Hallehuisboerderij met schuur                                     |
| Het Stenen Kruis, kruis van een Maaskalksteen                     | Zestiende-eeuws      |            | Waalbandijk ong.      | 51° 53' 11" NB, 5° 37' 49" OL | 0225/WN027   | Meer afbeeldingen                                                 |

## Deest
De plaats Deest kent 5 gemeentelijke monumenten:
| Object                                                       | Bouwjaar | Architect | Locatie                   | Coördinaten                   | Nr.          | Afbeelding                         |
| ------------------------------------------------------------ | -------- | --------- | ------------------------- | ----------------------------- | ------------ | ---------------------------------- |
| Pastorie van de R.K. parochie te Deest                       |          |           | Grotestraat 13            | 51° 53' 27" NB, 5° 39' 56" OL | 0225/Dst.001 | Meer afbeeldingen                  |
| Krukhuis                                                     |          |           | Grotestraat 22            | 51° 53' 11" NB, 5° 39' 60" OL | 0225/Dst.002 | Krukhuis                           |
| Oorlogsmonument 1940, Hardstenen obelisk op bakstenen sokkel |          |           | Grotestraat nabij de kerk |                               | 0225/WN030   | Meer afbeeldingen                  |
| Blokvormig woonhuis met achterhuis                           |          |           | Kweldam 28                | 51° 53' 16" NB, 5° 39' 28" OL | 0225/Dst.004 | Blokvormig woonhuis met achterhuis |
| Klein hallehuisboerderij                                     |          |           | Kweldam 9                 | 51° 53' 16" NB, 5° 39' 21" OL | 0225/Dst.003 | Meer afbeeldingen                  |

## Druten
De plaats Druten kent 47 gemeentelijke monumenten:
| Object | Bouwjaar              | Architect | Locatie                               | Coördinaten                   | Nr.          | Afbeelding |
| --- | --------------------- | --------- | ------------------------------------- | ----------------------------- | ------------ | --- |
| Woongebouw "Montfort"                                                                                             |                       |           | Ambtshuisplein 15 t/m 46              | 51° 53' 37" NB, 5° 36' 27" OL | 0225/Dru.002 | Woongebouw "Montfort"                                                                                             |
| Woongebouw "Marie Louise"                                                                                         |                       |           | Ambtshuisplein 50 t/m 83              | 51° 53' 35" NB, 5° 36' 25" OL | 0225/Dru.003 | Woongebouw "Marie Louise"                                                                                         |
| De Engelbewaarder, Een schepping van Heumense kunstenaar Jac. Maris                                               |                       |           | Ambtshuisplein ong                    |                               | 0225/WN035   | De Engelbewaarder, Een schepping van Heumense kunstenaar Jac. Maris                                               |
| St. Joris en de Draak, Ter herinnering aan de oorlogsslachtoffers uit Druten                                      |                       |           | Ambtshuisplein ong                    |                               | 0225/WN036   | St. Joris en de Draak, Ter herinnering aan de oorlogsslachtoffers uit Druten                                      |
| Woonhuis met smederij                                                                                             |                       |           | Ambtshuisstraat 14                    | 51° 53' 38" NB, 5° 36' 32" OL | 0225/Dru.007 | Woonhuis met smederij                                                                                             |
| Blokvormig herenhuis (voormalig postkantoor)                                                                      |                       |           | Ambtshuisstraat 5                     | 51° 53' 35" NB, 5° 36' 31" OL | 0225/Dru.006 | Blokvormig herenhuis (voormalig postkantoor)                                                                      |
| Voormalige kapel "Boldershof"                                                                                     |                       |           | Ambtshuisplein 1                      | 51° 53' 36" NB, 5° 36' 25" OL | 0225/Dru.001 | Voormalige kapel "Boldershof"                                                                                     |
| Voormalig bakhuisje nu berging bij het 'Ambtshuis'                                                                |                       |           | Ambtshuisstraat 3                     | 51° 53' 35" NB, 5° 36' 31" OL | 0225/Dru.041 | Voormalig bakhuisje nu berging bij het 'Ambtshuis'                                                                |
| Woonhuis "Bernadette"                                                                                             |                       |           | Ambtshuisplein 85                     | 51° 53' 33" NB, 5° 36' 25" OL | 0225/Dru.004 | Upload foto |
| Woongebouw (Voormalig klooster)                                                                                   |                       |           | Ambtshuisplein 87 t/m 101             | 51° 53' 34" NB, 5° 36' 24" OL | 0225/Dru.005 | Woongebouw (Voormalig klooster)                                                                                   |
| Hallehuisboerderij                                                                                                |                       |           | Delenspad 3                           | 51° 53' 43" NB, 5° 36' 14" OL | 0225/Dru.008 | Hallehuisboerderij                                                                                                |
| Boerderij, gave detaillering v/d achtergevel                                                                      |                       |           | Heersweg 11                           | 51° 53' 32" NB, 5° 36' 16" OL | 0225/Dru.009 | Boerderij, gave detaillering v/d achtergevel                                                                      |
| Vrijstaande Villa "Delenoord"                                                                                     |                       |           | Heersweg 26                           | 51° 53' 27" NB, 5° 35' 57" OL | 0225/Dru.010 | Meer afbeeldingen                                                                                                 |
| Blokvormig woonhuis (v.m. tabakshandelaar )                                                                       |                       |           | Hogestraat 10                         | 51° 53' 26" NB, 5° 36' 33" OL | 0225/Dru.011 | Blokvormig woonhuis (v.m. tabakshandelaar )                                                                       |
| V.m. klooster v/d zusters Jezus Maria Jozef                                                                       |                       |           | Hogestraat 15                         | 51° 53' 27" NB, 5° 36' 32" OL | 0225/Dru.012 | V.m. klooster v/d zusters Jezus Maria Jozef                                                                       |
| Boerderij |                       |           | Hogestraat 16                         | 51° 53' 25" NB, 5° 36' 33" OL | 0225/Dru.013 | Boerderij |
| Woonhuis |                       |           | Hogestraat 17                         | 51° 53' 27" NB, 5° 36' 32" OL | 0225/Dru.014 | Woonhuis |
| Vrijstaand herenhuis                                                                                              |                       |           | Hogestraat 24                         | 51° 53' 23" NB, 5° 36' 31" OL | 0225/Dru.015 | Vrijstaand herenhuis                                                                                              |
| Woonhuis Hogestraat                                                                                               |                       |           | Hogestraat 47                         | 51° 53' 18" NB, 5° 36' 24" OL | 0225/Dru.016 | Woonhuis Hogestraat                                                                                               |
| Voormalige rouwkapel van verpleeghuis Boldershof                                                                  |                       |           | Kappellekenslaan 90                   | 51° 53' 37" NB, 5° 36' 19" OL | 0225/Dru.040 | Voormalige rouwkapel van verpleeghuis Boldershof                                                                  |
| Gracht, beuk en brug                                                                                              |                       |           | Kasteelpad ong                        |                               | 0225/Dru.017 | Gracht, beuk en brug                                                                                              |
| Woonhuis, gebouwd door Joseph Spits                                                                               |                       |           | Kattenburg 7                          | 51° 53' 31" NB, 5° 36' 45" OL | 0225/Dru.018 | Woonhuis, gebouwd door Joseph Spits                                                                               |
| Woonhuis |                       |           | Kattenburg 9                          | 51° 53' 31" NB, 5° 36' 45" OL | 0225/Dru.019 | Woonhuis |
| Woonhuis |                       |           | Kattenburg 11                         | 51° 53' 31" NB, 5° 36' 44" OL | 0225/Dru.020 | Woonhuis |
| Woonhuis met winkel uitbouw                                                                                       |                       |           | Kattenburg 13                         | 51° 53' 31" NB, 5° 36' 44" OL | 0225/Dru.042 | Woonhuis met winkel uitbouw                                                                                       |
| Vrijstaand herenhuis                                                                                              |                       |           | Kattenburg 14                         | 51° 53' 30" NB, 5° 36' 44" OL | 0225/Dru.021 | Vrijstaand herenhuis                                                                                              |
| Vrijstaande blokvormige villa                                                                                     |                       |           | Kattenburg 24                         | 51° 53' 30" NB, 5° 36' 40" OL | 0225/Dru.022 | Vrijstaande blokvormige villa                                                                                     |
| Verenigingsgebouw                                                                                                 | 1898                  |           | Kattenburg 27                         | 51° 53' 32" NB, 5° 36' 39" OL | 0225/Dru.023 | Verenigingsgebouw                                                                                                 |
| Boerderij met villa-achtig voorhuis                                                                               |                       |           | Kattenburg 57                         | 51° 53' 32" NB, 5° 36' 29" OL | 0225/Dru.024 | Boerderij met villa-achtig voorhuis                                                                               |
| Nederlands Hervormde kerk                                                                                         |                       |           | Kattenburg 59                         | 51° 53' 33" NB, 5° 36' 21" OL | 0225/Dru.025 | Meer afbeeldingen                                                                                                 |
| V.m. pastorie van de N.H. kerk                                                                                    |                       |           | Kattenburg 59A                        | 51° 53' 34" NB, 5° 36' 21" OL | 0225/Dru.026 | V.m. pastorie van de N.H. kerk                                                                                    |
| R.K. Begraafplaats, Knekelhuisje, ommuring en de toegangspoort.                                                   |                       |           | Molenstraat ong                       |                               | 0225/WN064   | R.K. Begraafplaats, Knekelhuisje, ommuring en de toegangspoort.                                                   |
| R.K. Begraafplaats, dorpskerkhof, div. grafmonumenten                                                             | 19de-eeuws            |           | Molenstraat ong                       |                               | 0225/WN065   | Upload foto |
| N.H. Begraafplaats, dorpskerkhof, div grafmonumenten                                                              | 19de-eeuws            |           | Molenstraat ong                       |                               | 0225/WN066   | Upload foto |
| Overdekte los/laadplaats v.m.stoomtram                                                                            |                       |           | Meester Van Coothstraat 8a            | 51° 53' 28" NB, 5° 36' 52" OL | 0225/Dru.027 | Overdekte los/laadplaats v.m.stoomtram                                                                            |
| Een rij van vier eenvoudige arbeiderswoningen, oorspronkelijk behorend bij de steenfabriek "Derricks en Geldens". | rond de eeuwwisseling |           | Meester Van Coothstraat 22-22a-24-24a | 51° 53' 20" NB, 5° 36' 50" OL | 0225/Dru.028 | Een rij van vier eenvoudige arbeiderswoningen, oorspronkelijk behorend bij de steenfabriek "Derricks en Geldens". |
| V.m. kantoor steenfabriek "Derricks en Geldens"                                                                   |                       |           | Meester Van Coothstraat 32            | 51° 53' 14" NB, 5° 36' 53" OL | 0225/Dru.029 | V.m. kantoor steenfabriek "Derricks en Geldens"                                                                   |
| Gedetailleerd vrijstaand herenhuis                                                                                |                       |           | Nieuwstraat 12                        | 51° 53' 36" NB, 5° 36' 46" OL | 0225/Dru.030 | Gedetailleerd vrijstaand herenhuis                                                                                |
| V.m. kantoor stoomtram Maas en Waal                                                                               |                       |           | Stationsstraat 17                     | 51° 53' 29" NB, 5° 36' 54" OL | 0225/Dru.031 | V.m. kantoor stoomtram Maas en Waal                                                                               |
| V.m. chefswoning stroomtram Maas en Waal                                                                          |                       |           | Stationsstraat 19                     | 51° 53' 29" NB, 5° 36' 55" OL | 0225/Dru.032 | V.m. chefswoning stroomtram Maas en Waal                                                                          |
| Hallehuisboerderij                                                                                                |                       |           | Stationsstraat 36                     | 51° 53' 30" NB, 5° 36' 57" OL | 0225/Dru.033 | Hallehuisboerderij                                                                                                |
| Hallehuisboerderij                                                                                                |                       |           | Stationsstraat 38                     | 51° 53' 30" NB, 5° 36' 57" OL | 0225/Dru.034 | Hallehuisboerderij                                                                                                |
| Dwarsgeplaatst villa -achtig voorhuis                                                                             |                       |           | Stevenspad 8                          | 51° 53' 34" NB, 5° 36' 35" OL | 0225/Dru.035 | Dwarsgeplaatst villa -achtig voorhuis                                                                             |
| Dwarsgeplaatst voorhuis van v.m. bierbrouwerij                                                                    |                       |           | Veerstraat 29                         | 51° 53' 41" NB, 5° 36' 19" OL | 0225/Dru.036 | Dwarsgeplaatst voorhuis van v.m. bierbrouwerij                                                                    |
| Vrijstaand blokvormig dijkhuis. v.m. caf                                                                          |                       |           | Waalbandijk 113                       | 51° 53' 41" NB, 5° 36' 31" OL | 0225/Dru.037 | Vrijstaand blokvormig dijkhuis. v.m. caf                                                                          |
| V.m. veerhuis en tweebeukige schuur                                                                               | 1892                  |           | Waalbandijk 121                       | 51° 53' 46" NB, 5° 36' 16" OL | 0225/Dru.038 | V.m. veerhuis en tweebeukige schuur                                                                               |
| Dijkwoning met een eenvoudige schuur                                                                              |                       |           | Waalbandijk 200-202                   | 51° 53' 45" NB, 5° 36' 14" OL | 0225/Dru.039 | Dijkwoning met een eenvoudige schuur                                                                              |

## Horssen
De plaats Horssen kent 23 gemeentelijke monumenten:
| Object                                                | Bouwjaar        | Architect | Locatie           | Coördinaten                   | Nr.          | Afbeelding                                            |
| ----------------------------------------------------- | --------------- | --------- | ----------------- | ----------------------------- | ------------ | ----------------------------------------------------- |
| Boerderij met hoogopgaande zijgevels                  |                 |           | Hogeweg 1         | 51° 51' 6" NB, 5° 37' 19" OL  | 0225/Hor.001 | Boerderij met hoogopgaande zijgevels                  |
| Hallehuisboerderij met dwarsdeelschuur                |                 |           | Hogeweg 6         | 51° 51' 5" NB, 5° 37' 12" OL  | 0225/Hor.002 | Hallehuisboerderij met dwarsdeelschuur                |
| Chalet-achtige woonhuis                               |                 |           | Kerkpad 1         | 51° 51' 26" NB, 5° 36' 35" OL | 0225/Hor.003 | Chalet-achtige woonhuis                               |
| Drie hardstenen grafzerken                            | Vroeg 19 eeuwse |           | Kerkpad 2         | 51° 51' 28" NB, 5° 36' 33" OL | 0225/WN083   | Drie hardstenen grafzerken                            |
| Woonhuis "Hertenkamp" en bakhuis                      |                 |           | Kerkpad 3-5       | 51° 51' 27" NB, 5° 36' 33" OL | 0225/Hor.004 | Woonhuis "Hertenkamp" en bakhuis                      |
| Hallehuisschuur 7 traveën lang                        |                 |           | Kerkpad 3-5       | 51° 51' 27" NB, 5° 36' 33" OL | 0225/Hor.005 | Hallehuisschuur 7 traveën lang                        |
| Pastorie voor de R.K. kerk                            | 1890            |           | Kerkpad 9         | 51° 51' 27" NB, 5° 36' 30" OL | 0225/Hor.006 | Pastorie voor de R.K. kerk                            |
| R.K. begraafplaats, dorpskerkhof, div. grafmonumenten | 19de-eeuws      |           | Kerkpad ong.      |                               | 0225/WN087   | R.K. begraafplaats, dorpskerkhof, div. grafmonumenten |
| Krukhuisboerderij met hallehuisschuur                 |                 |           | Kloosterweg 5     | 51° 51' 57" NB, 5° 36' 59" OL | 0225/Hor.007 | Krukhuisboerderij met hallehuisschuur                 |
| Hallehuisboerderij (T-boerderij) Het Gogh             |                 |           | Lindeboomstraat 4 | 51° 51' 30" NB, 5° 36' 34" OL | 0225/Hor.008 | Hallehuisboerderij (T-boerderij) Het Gogh             |
| Hallehuisboerderij                                    | kern 18 eeuws   |           | Mekkersteeg 17    | 51° 50' 59" NB, 5° 36' 51" OL | 0225/Hor.009 | Hallehuisboerderij                                    |
| Boerderij met voormalige varkensschuur                |                 |           | Molenweg 3a       | 51° 52' 4" NB, 5° 36' 41" OL  | 0225/Hor.021 | Boerderij met voormalige varkensschuur                |
| Boerderij met hallehuisschuur                         |                 |           | Molenweg 5        | 51° 52' 2" NB, 5° 36' 42" OL  | 0225/Hor.010 | Boerderij met hallehuisschuur                         |
| Hallehuisboerderij (T- boerderij)                     |                 |           | Molenweg 23       | 51° 51' 53" NB, 5° 36' 54" OL | 0225/Hor.011 | Hallehuisboerderij (T- boerderij)                     |
| Karakteristiek pand                                   | 1830            |           | Rijdt 30          | 51° 51' 15" NB, 5° 36' 33" OL | 0225/Hor.012 | Karakteristiek pand                                   |
| Wit gepleisterde eenvoudige woning                    |                 |           | Rijdt 46          | 51° 51' 19" NB, 5° 36' 35" OL | 0225/Hor.013 | Wit gepleisterde eenvoudige woning                    |
| Hallehuisboerderij (T- boerderij)                     |                 |           | Rijdt 52          | 51° 51' 20" NB, 5° 36' 39" OL | 0225/Hor.014 | Hallehuisboerderij (T- boerderij)                     |
| Boerderij "De Tien morgen"                            |                 |           | Roedensestraat 3  | 51° 51' 5" NB, 5° 37' 25" OL  | 0225/Hor.015 | Boerderij "De Tien morgen"                            |
| Krukhuis                                              |                 |           | Roedensestraat 7  | 51° 51' 7" NB, 5° 37' 13" OL  | 0225/Hor.016 | Krukhuis                                              |
| Boerderij                                             |                 |           | Zelksestraat 2    | 51° 51' 28" NB, 5° 36' 29" OL | 0225/Hor.017 | Boerderij                                             |
| Boerderij                                             |                 |           | Zelksestraat 8    | 51° 51' 32" NB, 5° 36' 14" OL | 0225/Hor.018 | Boerderij                                             |
| Krukhuis                                              |                 |           | Zelksestraat 10   | 51° 51' 32" NB, 5° 36' 12" OL | 0225/Hor.019 | Krukhuis                                              |
| Boerderij met eenvoudige hallehuisschuur              |                 |           | Zelksestraat 12   | 51° 51' 33" NB, 5° 36' 11" OL | 0225/Hor.020 | Boerderij met eenvoudige hallehuisschuur              |

## Puiflijk
De plaats Puiflijk kent 9 gemeentelijke monumenten:
| Object                                                          | Bouwjaar         | Architect | Locatie                   | Coördinaten                   | Nr.          | Afbeelding                                                      |
| --------------------------------------------------------------- | ---------------- | --------- | ------------------------- | ----------------------------- | ------------ | --------------------------------------------------------------- |
| Schoolmeestershuis                                              | midden 19de eeuw |           | Houtsestraat 25           | 51° 52' 42" NB, 5° 35' 12" OL | 0225/Pui.001 | Schoolmeestershuis                                              |
| R.K. Kerk, Vanwege het orgel ook Rijksmon.                      |                  |           | Kerkstraat 24             | 51° 52' 46" NB, 5° 35' 22" OL | 0225/Pui.002 | Meer afbeeldingen                                               |
| Oorlogsmonument 1939/1940, Gedenkteken mobilisatie, zonnewijzer |                  |           | Koningsweg nabij de toren |                               | 0225/WN105   | Oorlogsmonument 1939/1940, Gedenkteken mobilisatie, zonnewijzer |
| Boerderij met tweebeukige hooischuur                            |                  |           | Oude Koningstraat 2       | 51° 52' 40" NB, 5° 35' 9" OL  | 0225/Pui.005 | Boerderij met tweebeukige hooischuur                            |
| Hallehuisboerderij                                              |                  |           | Oude Koningstraat 3       | 51° 52' 39" NB, 5° 35' 8" OL  | 0225/Pui.006 | Hallehuisboerderij                                              |
| Grote T-boerderij "de Scharenburg"                              |                  |           | Scharenburg 6             | 51° 52' 54" NB, 5° 36' 36" OL | 0225/Pui.007 | Upload foto                                                     |
| V.m. grote T-boerderij "de Steenakker"                          |                  |           | Scharenburg 21            | 51° 53' 4" NB, 5° 36' 23" OL  | 0225/Pui.008 | V.m. grote T-boerderij "de Steenakker"                          |
| Pastorie, RK kerk                                               | 1866-68          | C. Weber  | Van Mekerenstraat 2       | 51° 52' 45" NB, 5° 35' 20" OL | 0225/Pui.003 | Pastorie, RK kerk                                               |
| Boerderij                                                       |                  |           | Van Mekerenstraat 3       | 51° 52' 44" NB, 5° 35' 13" OL | 0225/Pui.004 | Boerderij                                                       |

Aalten · 
Apeldoorn · 
Arnhem · 
Barneveld · 
Berkelland · 
Beuningen · 
Bronckhorst · 
Brummen · 
Buren · 
Culemborg · 
Doesburg · 
Doetinchem · 
Druten · 
Duiven · 
Ede · 
Elburg · 
Epe · 
Ermelo · 
Groesbeek · 
Harderwijk · 
Hattem · 
Heerde · 
Heumen · 
Lingewaard · 
Lochem · 
Maasdriel · 
Montferland · 
Neder-Betuwe · 
Nijkerk · 
Nijmegen · 
Nunspeet · 
Oldebroek · 
Oost Gelre · 
Oude IJsselstreek · 
Overbetuwe · 
Putten · 
Renkum · 
Rheden · 
Rozendaal · 
Scherpenzeel · 
Tiel · 
Ubbergen · 
Voorst · 
Wageningen · 
West Betuwe · 
West Maas en Waal · 
Westervoort · 
Wijchen · 
Winterswijk · 
Zaltbommel · 
Zevenaar · 
Zutphen